# 小萼狸藻
小萼狸藻（學名：Utricularia microcalyx）為狸藻屬一年生的小型至中型食虫植物。其种加词“microcalyx”来源于希腊文“mikros”和“calyx”，意为“小型”和“花萼”，指其花萼大小。小萼狸藻分布于非洲热带，存在于剛果民主共和國及尚比亞。其陸生于潮濕砂质或泥炭质草原中，海拔分布范围为1200米至1650米。花期为二月到七月。1964年，彼得·泰勒最先描述了小萼狸藻，但他將其视为威爾維茨狸藻（U. welwitschii）的變種。1971年，彼得·泰勒将其提升为物種。

## 外部連結
- 食虫植物照片搜寻引擎中小萼狸藻的照片 （页面存档备份，存于）

 维基共享资源上的相關多媒體資源：小萼狸藻
 維基物種上的相關：小萼狸藻